# Mark (Bischof)
Mark (auch Marcus oder Mauritius) († um 1303) war ein schottischer Geistlicher. Ab 1275 war er Bischof von Sodor und Man.

## Herkunft und Ernennung zum Bischof
Mark war ein Geistlicher aus dem südwestschottischen Galloway. Durch den Vertrag von Perth hatte der schottische König das Patronatsrecht für die Diözese Sodor und Man erhalten. Als 1275 Gilbert, Abt von Rushen als erster Bischof nach Abschluss des Vertrags gewählt wurde, annullierte König Alexander III. die Wahl. Stattdessen schlug er dem Erzbischof von Nidaros, dem Metropoliten der Diözese, Mark als neuen Bischof vor.
Mark soll ein Verwandter des schottischen Vogtes gewesen sein, der 1275 die Isle of Man verwaltete, wobei unklar ist, ob seine Ernennung zum Bischof vor oder nach der Revolte von Gottfried Magnuson auf der Isle of Man erfolgte. Mit der Empfehlung des schottischen Königs reiste Mark nach Norwegen, wo er von Øystein Erlendsson, Erzbischof von Nidaros, in Tønsberg zum Bischof geweiht wurde.

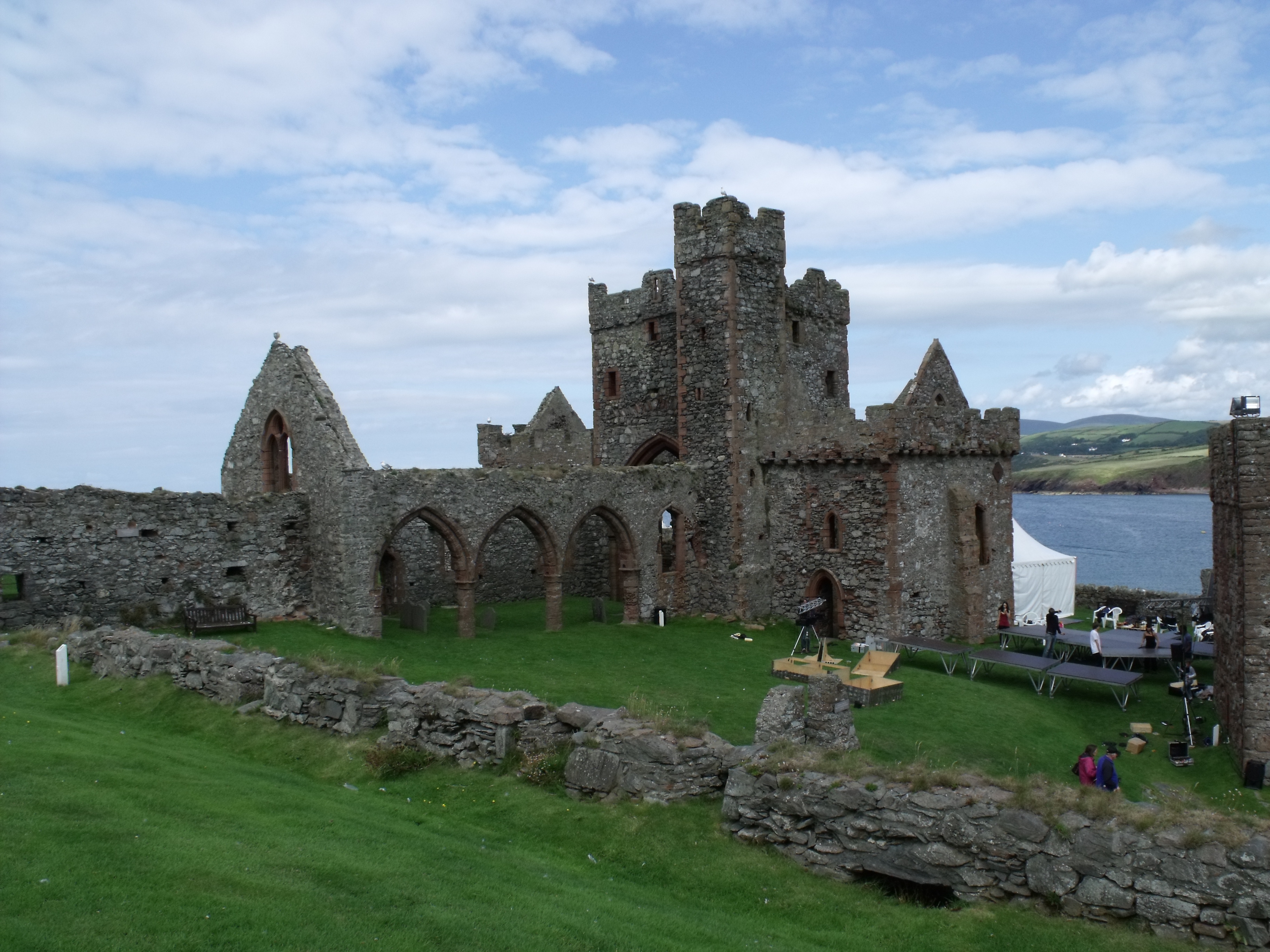
Die Ruine der Kathedrale St German, in der Mark beigesetzt wurde

## Bischof von Sodor und Man
Vor 1289 reiste Mark als schottischer Gesandter erneut nach Norwegen, um mit König Erik II. über dessen finanziellen Forderungen an Schottland zu verhandeln. Erik II. hatte die schottische Königstochter Margrete geheiratet, die jedoch bereits 1283 gestorben war. Daraufhin hatte der schottische König offenbar den noch offenen Teil der vereinbarten Mitgift nicht mehr gezahlt. Als nach 1290 die schottische Thronfolge ungeklärt war, sollte eine Gerichtskommission über die Ansprüche der Anwärter auf den schottischen Thron entscheiden. Mark gehörte dieser Kommission als Vertreter des Thronanwärters John Balliol an. Mark gehörte zu den schottischen Prälaten und Baronen, die am 13. Juni 1291 dem englischen König Eduard I., den Vorsitzenden der Gerichtskommission, als Oberherrn anerkannten. Die Kommission erklärte 1292 John Balliol zum König, doch dieser musste 1296 nach einem verlorenen Krieg gegen England abdanken. Der englische König beanspruchte nun die Herrschaft in Schottland, und wie alle anderen Magnaten und Prälaten wurde auch Mark im August 1296 aufgefordert, ihm in Berwick zu huldigen. Offenbar versäumte Mark diese Huldigung. Zwischen August 1296 und Februar 1302 ist nichts Mark bekannt, vermutlich war er zumindest zeitweise in englischer Gefangenschaft. Nach anderen Angaben soll er nach 24 Jahren seiner Amtszeit, also 1299, aus ungeklärten Gründen von den Bewohnern der Insel von Man vertrieben worden sein. Daraufhin wurde über die Insel das Interdikt verhängt. Nach drei Jahren durfte Mark auf die Insel zurückkehren. Die Bewohner mussten eine Strafe an den Bischof zahlen, worauf das Interdikt aufgehoben wurde. Am 7. Februar 1302 war Mark in Rushen auf der Isle of Man. Vermutlich wenig später, um 1303, starb Mark erblindet und als alter Mann. Er wurde in der Kathedrale St German auf der St. Patrick’s Isle vor der Isle of Man beigesetzt.